# Evríposz-híd
Az Evríposz-híd (görögül: Υψηλή Γέφυρα Ευρίπου)a görögországi Halkída városában található, és az Evríposz-szoros fölött ível át, amely elválasztja Évia szigetét a görög szárazföldtől. Egyike azon két hídnak, melyek szárazföldi összeköttetést teremtenek a szigettel. 

## Leírása
Az 1992-ben épült, és 1993-ban átadott híd volt az első ferdekábeles közúti híd Görögországban. A tervezés és az építés során technikai kihívás volt a rendkívül vékony, mindössze 45 cm vastagságú, hosszirányban és keresztirányban előfeszített betonfedélzet, mégis elegendő merevséget biztosított a pilonok közti áttoláshoz. A többszálú tartókábelek 5 m távolságra vannak egymástól, minimális dőlésszögük 23 fok, és közvetlenül a szabad konzolos zsaluzatok megtartására is szolgáltak a fedélzet építése során. A nagyobb földrengésbiztosság érdekében a betonpálya közvetlenül össze lett építve a betonpilonokkal. A hőmérséklet-változás miatt bekövetkező korlátozott hőtágulást a karcsú tornyok és a rugalmas felépítmény miatt jól lehet kezelni. A híd végén lévő átmeneti oszlopoknál csuklós feszítő ingát használnak a húzóerők alépítménybe történő átviteléhez.

## Építészeti jellemzői
- Felvezető rámpák nélküli teljes hossz: 395 méter
- Fő támaszközök: 90 + 215 + 90 méter
- Hídpálya szélessége: 13,50 méter  (2 forgalmi sáv + 2 gyalogos járda)
- Hídpálya felülete: 5390 négyzetméter
- Pilonok magassága: 90 méter (kb. 45 méter a hídpálya szintje felett és 45 méter alatta)
- A beton hídpálya vastagsága: 45 centiméter[4]

## Fordítás
- Ez a szócikk részben vagy egészben  az   Euripus Bridge című angol Wikipédia-szócikk ezen változatának fordításán alapul.  Az eredeti cikk szerkesztőit annak laptörténete sorolja fel. Ez a jelzés csupán a megfogalmazás eredetét és a szerzői jogokat jelzi, nem szolgál a cikkben szereplő információk forrásmegjelöléseként.